# Valacloche
Valacloche è un comune spagnolo di 20 abitanti situato nella comunità autonoma dell'Aragona.